# Rugarama (Burera)
Rugarama ist ein Sektor innerhalb des Distrikts Burera an der Grenze zu Uganda in der Nordprovinz von Ruanda.

## Geographie
Der Sektor hat eine Fläche von 32,9 km² und liegt auf einer Höhe von etwa 1990 m. Er setzt sich aus den vier Zellen Cyahi, Gafumba, Karangara und Rurembo zusammen. Im Osten liegt er am Burera-See um im Westen am Vulkan-Nationalpark. Nachbarsektoren sind im Norden Cyanika, im Nordosten Kagogo, im Osten Kinyababa, im Südosten Gitovu, im Südwesten Kinoni und im Westen Gahunga.

## Bevölkerung
Nach Stand der Volkszählung von 2022 liegt die Einwohnerzahl bei 27.051. Zehn Jahre zuvor waren es 24.014, was einem jährlichen Bevölkerungszuwachs von 1,2 Prozent zwischen 2012 und 2022 entspricht.

## Verkehr
Durch den Sektor verläuft die asphaltierte Nationalstraße 17.